# Пирожняк, Виталий Владимирович
Виталий Владимирович Пирожняк (род. 1937) — сотрудник советских и российских органов государственной безопасности, генерал-лейтенант.

## Биография
Виталий Владимирович Пирожняк родился в 1937 году в городе Вяземский Хабаровского края. После окончания средней школы поступил в Одесский институт инженеров морского флота. В 1960 году окончил его по специальности «судостроение и судоремонт». Трудился на предприятии почтовый ящик № 199 в городе Комсомольске-на-Амуре Хабаровского края (ныне — Амурский судостроительный завод), был помощником мастера, освобождённым секретарём комсомольской организации.
В сентябре 1962 года поступил на службу в органы Комитета государственной безопасности при Совете Министров СССР. В 1963 году окончил Высшие курсы КГБ СССР, после чего работал в Управлении КГБ СССР по Хабаровскому краю. Был сотрудником, затем начальником отдела Управления по городу и железнодорожной станции Комсомольск-на-Амуре. В 1982 году переведён в Хабаровск, где в течение пяти лет был заместителем начальника краевого Управления КГБ СССР. С мая 1988 года по сентябрь 1991 года возглавлял Управление КГБ СССР по Хабаровскому краю.
После распада СССР продолжал службу в системе Министерства безопасности — Федеральной службы безопасности Российской Федерации, на протяжении ряда лет возглавлял Хабаровское краевое Управление. Являлся членом коллегии Министерства безопасности России. В мае 1996 года в звании генерал-лейтенанта вышел в отставку. Живёт в Хабаровске.
Почётный сотрудник госбезопасности. Награждён орденом Красной Звезды и рядом медалей.